# Сиров Пилип Кузьмович
Пилип Кузьмич Сиров (* 1905) — український економіст родом з Харківщини.
У 1952–1967 працював у Харківському сільсько-господарському інституті ім. В. Докучаєва, згодом професор Одеського інституту народного господарства.
Праці Сирова присвячені питанням господарського розрахунку і рентабельності виробництва у колгоспах.